# Jacques Fouquières

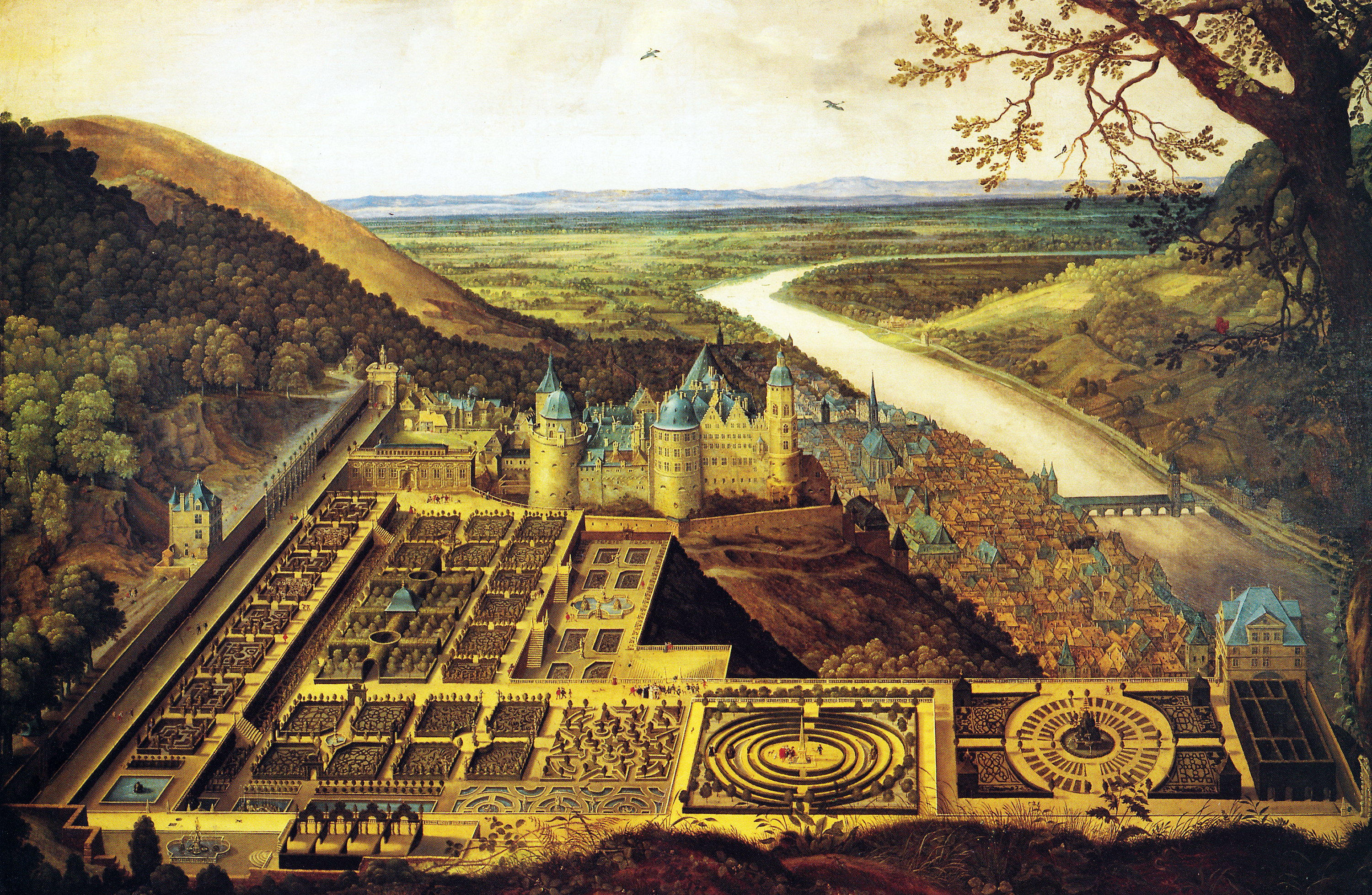
Hortus Palatinus und Heidelberger Schloss von Jacques Fouquières; Kurpfälzisches Museum Heidelberg

Jacques Fouquières, auch Jacob Focquier (* ca. 1580 in Antwerpen; † Dezember 1659 in Paris), war ein flämischer Maler, der ab 1621 vor allem in Frankreich tätig war. Er war vor 1616 ein Mitarbeiter Peter Paul Rubens.

## Leben
Seine Ausbildung zum Maler fand in Antwerpen statt. Danach war er an verschiedenen europäischen Höfen tätig. Von 1616 bis 1619 war am Hof von Friedrich V. (Pfalz) in Heidelberg als Maler tätig. Anschließend ging er nach Brüssel. Dort war Philippe de Champaigne einer seiner Schüler. Ab 1621 bis zu seinem Tod lebte er am französischen Hof in Paris. Er war der Hofmaler von Ludwig XIII. Er starb in ärmlichen Verhältnissen zum Jahresende 1659.
Ein weiterer Schüler war Matthieu van Plattenberg (1607–1660).

## Werk
Fouquier tat sich vor allem als Landschaftsmaler hervor. Von Fouquier sind nur wenige Werke erhalten geblieben. Zu seinen bekanntesten Werken zählt ein Gemälde des Hortus Palatinus am Heidelberger Schloss aus dem Jahr 1620 sowie Stadtansicht im Winter mit Eisläufern und Schweinen (undatiert).